# Ganske pudsig
Ganske pudsig er en amerikansk stumfilm fra 1919.

## Medvirkende
- Harold Lloyd
- Bebe Daniels
- Snub Pollard
- Fred C. Newmeyer
- Helen Gilmore
- Charles Stevenson
- Noah Young
- Marie Mosquini
- Sammy Brooks